# Sven Michel
Sven Michel (Freudenberg, 15 luglio 1987) è un calciatore tedesco, attaccante del Paderborn.

## Caratteristiche tecniche
È un centravanti.

## Carriera
Ha esordito in Bundesliga il 17 agosto 2019 disputando con il Paderborn l'incontro perso 3-2 contro il Bayer Leverkusen, segnando il primo gol della squadra. L’8 dicembre realizza il gol dell’1-0 al 93º minuto sul campo del Werder Brema.

## Palmarès

### Individuale
- Capocannoniere della Fußball-Regionalliga: 1

2012-2013 (girone ovest) (20 reti)